# Endrosa pseudoramosa
Endrosa pseudoramosa är en fjärilsart som beskrevs av Thomann 1951. Endrosa pseudoramosa ingår i släktet Endrosa och familjen björnspinnare. Inga underarter finns listade i Catalogue of Life.